# Herr, wie du willt, so schicks mit mir
Herr, wie du willt, so schicks mit mir (BWV 73) ist eine Kirchenkantate von Johann Sebastian Bach. Er komponierte sie 1724 in Leipzig für den 3. Sonntag nach Epiphanias und führte sie am 23. Januar 1724 erstmals auf.

## Geschichte und Worte
Bach schrieb die Kantate in seinem ersten Jahr in Leipzig für den 3. Sonntag nach Epiphanias und führte sie am 23. Januar 1724 erstmals auf. Die vorgeschriebenen Lesungen waren Röm 12,17–21  und Mt 8,1–13 , die Heilung eines Aussätzigen. Der unbekannte Textdichter nimmt die Worte des Kranken „Herr, wenn du willst, kannst du mich reinigen“ als Ausgangspunkt für die Empfehlung, diese vertrauensvolle Haltung auch im Angesicht des Todes zu bewahren. Im ersten Satz fügt er zwischen die Zeilen der ersten Strophe von Kaspar Bienemanns Choral Herr, wie du willst, so schick’s mit mir drei Rezitative. Der Schlusschoral ist die letzte Strophe von Ludwig Helmbolds Von Gott will ich nicht lassen.
Bach führte die Kantate in einer revidierten Fassung am 21. Januar 1748 oder 26. Januar 1749 erneut auf.

## Besetzung und Aufbau
Die Kantate ist besetzt mit drei Solisten, Sopran, Tenor und Bass, vierstimmigem Chor in den Chorälen, Horn (in der revidierten Fassung durch die Orgel ersetzt), zwei Oboen, zwei Violinen, Viola und Basso continuo.
1. Chorale e recitativo (Tenor, Bass, Soprano): Herr, wie du willt, so schicks mit mir
2. Aria (Tenor, Oboe): Ach senke doch den Geist der Freuden
3. Recitativo (Bass): Ach, unser Wille bleibt verkehrt,
4. Aria (Bass): Herr, so du willt
5. Choral: Das ist des Vaters Wille

## Musik
Der Eingangschor beruht auf der ersten Strophe von Herr, wie du willt, so schick’s mit mir, erweitert um ausgedehnte Rezitative der drei Solisten. Ein Motiv aus vier Tönen auf die Worte „Herr, wie du willt“ wird vom Horn eingeführt und während des gesamten Stückes wiederholt. Die accompagnato Rezitative aller drei Solisten werden von den Oboen mit Material aus dem Ritornell begleitet, während das Horn und die Streicher auch hier das Kopfmotiv wiederholen. In die letzte Wiederholung des Ritornells wirft der Chor dieses Motiv ein und ein letztes Mal in eine abschließende Kadenz.
In Satz 3 wird der Wille des Menschen als widersprüchlich geschildert, „bald trotzig, bald verzagt“, und entsprechend in der Melodie abgebildet, in einem Sprung erst aufwärts, dann abwärts. Danach beginnt Satz 4 unmittelbar, ohne Ritornell. Drei Strophen beginnen mit den Worten „Herr, so du willt“. Sie werden als freie Variationen ausgeführt und durch eine Coda beschlossen. Wie im ersten Satz, so durchzieht auch hier ein Motiv auf die Worte „Herr, so du willt“ den Satz. Es ist der Beginn der Arie Bist du bei mir aus dem Notenbüchlein für Anna Magdalena Bach von Gottfried Heinrich Stölzel, die lange Bach zugeschrieben wurde.
Der Schlusschoral ist vierstimmig gesetzt und benutzt jene Melodie die als „Une jeune Pucelle“ oder „Une jeune Fillette“ sowie als „La Monica“ bekannt ist und die erstmals 1557 von Jehan Chardavoine in Lyon publiziert wurde.

## Einspielungen
CD
- Bach Made in Germany Vol. 1 – Cantatas II. Günther Ramin, Thomanerchor, Gewandhausorchester Leipzig, Sopran-Solist des Thomanerchors, Hans-Joachim Rotzsch, Hans Hauptmann. Eterna, 1954.
- Die Bach Kantate Vol. 23. Helmuth Rilling, Figuralchor der Gedächtniskirche Stuttgart, Bach-Collegium Stuttgart, Magdalene Schreiber, Adalbert Kraus, Wolfgang Schöne. Hänssler, 1971.
- J.S. Bach: Das Kantatenwerk – Sacred Cantatas Vol. 4. Gustav Leonhardt, Knabenchor Hannover, Collegium Vocale Gent, Gewandhausorchester Leipzig, Sopran-Solist des Knabenchor Hannover, Kurt Equiluz, Max van Egmond. Teldec,  1977.
- J.S. Bach: Cantatas. Philippe Herreweghe, Collegium Vocale Gent, Barbara Schlick, Howard Crook, Peter Kooij. Virgin Classics, 1990.
- J.S. Bach: Complete Cantatas Vol. 10. Ton Koopman, Amsterdam Baroque Orchestra & Choir, Caroline Stam, Paul Agnew, Klaus Mertens. Antoine Marchand, 1998.
- J.S. Bach: Cantatas for the 3rd Sunday of Epiphany. John Eliot Gardiner, Monteverdi Choir, English Baroque Soloists, Joanne Lunn, Julian Podger, Stephen Varcoe. Archiv Produktion, 2000.
- J.S. Bach: Cantatas Vol. 17. Masaaki Suzuki, Bach Collegium Japan, Yukari Nonoshita, Gerd Türk, Peter Kooij. BIS 2002.
- J.S. Bach: Cantatas for the Complete Liturgical Year Vol. 8. Sigiswald Kuijken, La Petite Bande, Gerlinde Sämann, Petra Noskaiová, Christoph Genz, Jan van der Crabben. Accent, 2008.

DVD
- „Herr, wie du willt, so schick’s mit mir“. Kantate BWV 73. Rudolf Lutz, Chor und Orchester der J. S. Bach-Stiftung, Susanne Frei, Makato Sakurada, Markus Volpert. Samt Einführungsworkshop sowie Reflexion von Angelika Overath. Gallus Media, 2011.